# (3515) Jindra
(3515) Jindra es un asteroide perteneciente al cinturón de asteroides, descubierto el 16 de octubre de 1982 por Zdeňka Vávrová desde el Observatorio Kleť, České Budějovice, República Checa.

## Designación y nombre
Designado provisionalmente como 1982 UH2. Fue nombrado Jindra en homenaje a  “Lumír Jindra” amigo de la descubridora.